# Nagroda Europy
Nagroda Europy (ang. The Europe Prize) to nagroda ustanowiona w 1955 r. przez Komitet Ministrów Rady Europy. Jest przyznawana dorocznie jednej lub kilku miejscowościom, które podjęły wyjątkowe wysiłki na rzecz szerzenia ideału jedności europejskiej.

## Historia
Nagrodę Europy ustanowiło w 1955 r. Zgromadzenie Parlamentarne Rady Europy. Jej zadaniem jest nagrodzić miasta aktywne w promowaniu europejskich ideałów poprzez współpracę z innymi miastami europejskimi oraz organizowanie europejskich wydarzeń i wymian wizyt. Aby zdobyć tę nagrodę miasta muszą wpierw zdobyć trzy inne oddzielne nagrody: Dyplom Europejski, Flagę Honorową i Tablicę Honorową. W 1984 roku powstało Stowarzyszenie Miast nagrodzonych Nagrodą Europy. 
Zwycięskie miasta otrzymują statuetkę przechodnią „Nagrodę Europy 2023” oraz czek na 20 000 euro, które są przeznaczone na wyjazd studyjny do instytucji europejskich dla młodzieży ze zwycięskiego miasta.

## Laureaci Nagrody Europy
| Rok  | Miasto                      | Kraj                    |
| ---- | --------------------------- | ----------------------- |
| 1955 | Coventry                    | Wielka Brytania         |
| 1956 | Puteaux Offenbach am Main   | Francja Niemcy          |
| 1957 | Bordeaux Turyn              | Francja Włochy          |
| 1958 | Wiedeń Haga                 | Austria Holandia        |
| 1959 | Stambuł                     | Turcja                  |
| 1960 | Brugia Aarhus               | Belgia Dania            |
| 1961 | Rodos Schwarzenbek          | Grecja Niemcy           |
| 1962 | Palermo                     | Włochy                  |
| 1963 | Aubenas                     | Francja                 |
| 1964 | Innsbruck                   | Austria                 |
| 1965 | Tybinga                     | Niemcy                  |
| 1966 | Kristiansand                | Norwegia                |
| 1967 | Strasburg                   | Francja                 |
| 1968 | Faenza                      | Włochy                  |
| 1969 | Karlsruhe Nancy             | Niemcy Francja          |
| 1970 | Sierre                      | Szwajcaria              |
| 1971 | Udine                       | Włochy                  |
| 1972 | Zelzate                     | Belgia                  |
| 1973 | Würzburg                    | Niemcy                  |
| 1974 | Cesenatico Mâcon            | Włochy Francja          |
| 1975 | Darmstadt                   | Niemcy                  |
| 1976 | Devon                       | Wielka Brytania         |
| 1977 | Awinion                     | Francja                 |
| 1978 | Tubize                      | Belgia                  |
| 1979 | Graz                        | Austria                 |
| 1980 | Pasawa                      | Niemcy                  |
| 1981 | Braunfels                   | Niemcy                  |
| 1982 | Braine-l’Alleud             | Belgia                  |
| 1983 | Lozanna                     | Szwajcaria              |
| 1984 | Royal Leamington Spa        | Wielka Brytania         |
| 1985 | Santiago de Compostela      | Hiszpania               |
| 1986 | Klagenfurt Arnhem           | Austria Holandia        |
| 1987 | Berlin-Neukölln             | Niemcy                  |
| 1988 | Aalborg                     | Dania                   |
| 1989 | Lukka                       | Włochy                  |
| 1990 | Plouguerneau                | Francja                 |
| 1991 | Bursa                       | Turcja                  |
| 1992 | Delfzijl                    | Holandia                |
| 1993 | Bocholt Mülheim an der Ruhr | Niemcy                  |
| 1994 | Linz                        | Austria                 |
| 1995 | Bolonia                     | Włochy                  |
| 1996 | Wansbeck                    | Wielka Brytania         |
| 1997 | Ratyzbona                   | Niemcy                  |
| 1998 | Częstochowa                 | Polska                  |
| 1999 | Spira                       | Niemcy                  |
| 2000 | Cockermouth Marvejols       | Wielka Brytania Francja |
| 2001 | St. Pölten                  | Austria                 |
| 2002 | Gdynia                      | Polska                  |
| 2003 | Kłajpeda                    | Litwa                   |
| 2004 | Oudenaarde                  | Belgia                  |
| 2005 | Królewiec                   | Rosja                   |
| 2006 | Segedyn                     | Węgry                   |
| 2007 | Norymberga                  | Niemcy                  |
| 2008 | Katowice                    | Polska                  |
| 2009 | Ankara                      | Turcja                  |
| 2010 | Charków                     | Ukraina                 |
| 2011 | Hünfeld Landerneau          | Niemcy Francja          |
| 2012 | Corciano Sighișoara         | Włochy Rumunia          |
| 2013 | Altötting Tata              | Niemcy Węgry            |
| 2014 | Słupsk                      | Polska                  |
| 2015 | Drezno Vara                 | Niemcy Szwecja          |
| 2016 | Girona                      | Hiszpania               |
| 2017 | Lublin                      | Polska                  |
| 2018 | Iwano-Frankiwsk             | Ukraina                 |
| 2019 | Donostia/San Sebastián      | Hiszpania               |
| 2020 | Amilly                      | Francja                 |
| 2021 | Chmielnicki                 | Ukraina                 |
| 2022 | Izmir                       | Turcja                  |
| 2023 | Bolesławiec                 | Polska                  |
| 2024 | Terrassa                    | Hiszpania               |